# 野獸刑警
《野獸刑警》是1998年陳嘉上和林超賢共同執導的动作电影，元德擔任動作指導。由王敏德、黃秋生、張耀揚及周海媚領銜主演；譚耀文、李燦森及車沅沅主演。本片為第22屆香港國際電影節開幕片，獲得第十八屆香港電影金像獎最佳電影等五个大獎。

## 劇情
在环境复杂的红番区，烂鬼东是个资深且个性火爆的警察，但是他缺乏纪律，与该地的黑帮成员关系密切，尤其与赌场老板高佬辉混得最要好。一次高佬辉杀了人，东尽管目击该事件也只得让辉潜逃。
为人正直、嫉恶如仇的警官Mike张调到东所在的小组，成为东的上司，还暂住在东所租的房子里，除了东与Mike张，房子里还住着另外一个滥交放纵的年轻警察。由于辉在跑路时带走了夜总会的一位小姐，这让辉的女友YOYO很生气。而与MIKE张交往的过程中，她慢慢与对方好上了，并且怀上了身孕。
图钉华原来是辉的手下，在辉潜逃后，华逐渐接收辉的势力地盘，想着有朝一日取代辉的地位。不仅如此，他还向YOYO表白，但是却遭到了对方的拒绝，并发现YOYO已成为Mike的女人。华要在夜总会卖毒品，遭到YOYO的反对和Mike的清查，怀恨在心的华于是派手下报复打伤Mike。东得知后想要控告华，华以东与黑帮同流合污为要挟，逼得东无可奈何。
辉回港后，得知YOYO与Mike的关系，便气得前去找Mike激战，幸亏及时被东拦了下来，得知YOYO亲口说出怀孕的事实，辉便对她死了心。后辉从东口中得知他离开期间图钉华的所作所为，便去找华算账，不料在其口头教训完华后却被阴险的华一刀劈死。
烂鬼东发现后决心为好友辉报仇，他最终独闯华所藏之地，与华及其手下展开生死较量。在杀戮的过程中东野性尽现，成为一名野兽刑警。最后在与华单打独斗时，Mike率人赶来。尽管东身受重伤，华却被身后忠于辉的小弟杀死。
事后东身体获得康复，YOYO产后Mike成为父亲，他们决心做好警察的本质工作，打击在本地区的所有非法帮派活动。

## 角色
- 王敏德 饰 MIKE张，烂鬼东上司
- 黄秋生 饰  陳曉東(烂鬼东)，黑白两道都很熟识的警察
- 张耀扬 饰 高佬辉，赌场老板，烂鬼东好友
- 周海媚 饰 YOYO，高佬辉女友，夜总会妈咪
- 谭耀文 饰 ，高佬辉手下
- 李灿森 饰 Sam，滥交放纵的警员
- 车沅沅 饰 阿怡，烂鬼东的情妇
- 黄岳泰 饰 蛋撻泰
- 呂米高 饰 夜总会經理
- 宋本中 饰 㩒釘華手下，曾有份伏擊Mike，在㩒釘華殺害高佬辉後充作替死鬼
- 梁焯滿 饰 㩒釘華手下，曾有份伏擊Mike，後被Mike鎗傷、被捕
- 金剛 饰 合叔，報販，後㩒釘華派手下伏擊Mike時被斬傷

## 獎项
| 頒獎典禮                  | 獎項         | 名單             | 結果 |
| ------------------------- | ------------ | ---------------- | ---- |
| 第18屆香港電影金像獎      | 最佳電影     |                  | 獲獎 |
| 第18屆香港電影金像獎      | 最佳導演     | 陳嘉上、林超賢   | 獲獎 |
| 第18屆香港電影金像獎      | 最佳編劇     | 陳慶嘉、陳嘉上   | 獲獎 |
| 第18屆香港電影金像獎      | 最佳男主角   | 黃秋生           | 獲獎 |
| 第18屆香港電影金像獎      | 最佳男配角   | 譚耀文           | 獲獎 |
| 第18屆香港電影金像獎      | 最佳女配角   | 車沅沅           | 提名 |
| 第18屆香港電影金像獎      | 最佳剪接     | 陳祺合           | 提名 |
| 第18屆香港電影金像獎      | 最佳音響效果 | 寰亞電影有限公司 | 提名 |
| 第5屆香港電影評論學會大獎 | 最佳電影     |                  | 獲獎 |
| 第5屆香港電影評論學會大獎 | 最佳導演     | 陳嘉上、林超賢   | 提名 |
| 第5屆香港電影評論學會大獎 | 最佳編劇     | 陳慶嘉、陳嘉上   | 提名 |
| 第5屆香港電影評論學會大獎 | 最佳男演員   | 黃秋生           | 獲獎 |
| 第35屆金馬獎              | 最佳男主角   | 黃秋生           | 提名 |
| 第4屆香港電影金紫荊獎     | 最佳影片     |                  | 獲獎 |
| 第4屆香港電影金紫荊獎     | 最佳導演     | 陳嘉上、林超賢   | 獲獎 |
| 第4屆香港電影金紫荊獎     | 最佳男主角   | 黃秋生           | 獲獎 |
| 第4屆香港電影金紫荊獎     | 最佳男配角   | 譚耀文           | 獲獎 |
| 第4屆香港電影金紫荊獎     | 最佳男配角   | 李燦森           | 提名 |
| 第4屆香港電影金紫荊獎     | 最佳女配角   | 車沅沅           | 提名 |

## 外部連結
- 開眼電影網上《野獸刑警》的資料（繁體中文）
- 豆瓣电影上《野獸刑警》的資料 （简体中文）
- 时光网上《野獸刑警》的資料（简体中文）
- AllMovie上《野獸刑警》的资料（英文）
- 爛番茄上《野獸刑警》的資料（英文）
- 香港影庫上《野獸刑警》的資料（繁體中文）
- 互联网电影数据库（IMDb）上《野獸刑警》的资料（英文）